# ヴィルヘルム・ブラシュケ
ヴィルヘルム・ヨハン・オイゲン・ブラシュケ（独: Wilhelm Johann Eugen Blaschke、1885年9月13日 – 1962年3月17日）は、オーストリアの数学者。微分幾何学、積分幾何学の分野で活動した。

## 生い立ちと経歴
グラーツの Landes Oberrealschule で幾何学を教えていた数学者のヨーゼフ・ブラシュケ（Josef Blaschke）の息子に生まれた。グラーツの工科大学で2年間学んだ後、ウィーン大学に通い、1908年にヴィルヘルム・ヴィルティンガーの下で博士号を獲得した。博士論文の題名は Über eine besondere Art von Kurven vierter Klasse。
博士課程修了後、数年間をイタリアとドイツの主要な大学で過ごした。それぞれプラハ、ライプツィヒ、ゲッティンゲン、テュービンゲンで2年間過ごし1919年にハンブルク大学で教授職を得て、生涯をここで過ごした。 ハンブルク時代の彼の学生に陳省身、ルイス・サンタロー、イマヌエル・スペルナーがいる。
1933年、ブラシュケはドイツ教授陣のヒトラーへの宣誓に署名した。しかしながら、ナチスからクルト・ライデマイスターを守り、1930年代初頭にドイツ数学会の会長にルートヴィヒ・ビーベルバッハが就任することに反対する運動を行い、ビーベルバッハの"ドイツの数学と人種においてナチズム政策を強硬する"意見に反対し、学会は国際的・非政治的であるべきだと主張した。一方、1936年までにブラシュケは自身を"a Nazi at Heart"と呼びナチスを支持し、同僚は彼のファシスト的信仰を"Mussolinetto"と形容した。1937年、彼は公式にナチ党に入会した。
戦争が終結して、ブラシュケはナチズムに加担していたことを咎められ、ハンブルク大学を追われることとなった。しかし、1946年には復職し、1953年の引退まで大学に残った。

## 出版物
1916年、ブラシュケは凸集合に関する書籍 Circle and Sphere （Kreis und Kugel） を出版した。ブラシュケは数十個の情報源を基に、数学の古典的な分野への謝辞を脚注に記載し、題材を徹底的に研究した。
- Kreis und Kugel, Leipzig, Veit 1916;[5] 3rd edn. ベルリン, de Gruyter 1956
- Vorlesungen über Differentialgeometrie, 3 vols., Springer, Grundlehren der mathematischen Wissenschaften 1921-1929 (vol. 1, Elementare Differentialgeometrie;[6] vol. 2, Affine Differentialgeometrie; vol. 3, Differentialgeometrie der Kreise und Kugeln, 1929)
- with G. Bol: Geometrie der Gewebe. ベルリン: Springer 1938[7]
- Ebene Kinematik. Leipzig: B.G. Teubner 1938,[8] 2nd expanded edn. with Hans Robert Müller, Oldenbourg, München 1956
- Nicht-Euklidische Geometrie und Mechanik I, II, III. Leipzig: B.G.Teubner (1942)
- Zur Bewegungsgeometrie auf der Kugel. In: Sitzungsberichte der Heidelberger Akademie der Wissenschaften (1948)
- Einführung in die Differentialgeometrie. Springer 1950,[9] 2nd expanded edn. with H. Reichardt 1960
- with Kurt Leichtweiß: Elementare Differentialgeometrie. ベルリン: Springer (5th edn. 1973)
- Reden und Reisen eines Geometers. ベルリン : VEBドイツ科学出版社（英語版） (1961; 2nd expanded edn.)
- Mathematik und Leben, Wiesbaden, Steiner 1951
- Griechische und anschauliche Geometrie, Oldenbourg 1953
- Projektive Geometrie, 3rd edn, ビルクホイザー 1954
- Analytische Geometrie, 2nd edn., ビルクホイザー 1954
- Einführung in die Geometrie der Waben, ビルクホイザー 1955[10]
- Vorlesungen über Integralgeometrie, VEB, ベルリン 1955
- Reden und Reisen eines Geometers, 1957
- Kinematik und Quaternionen. ベルリン: VEBドイツ科学出版社（英語版） (1960)
- Gesammelte Werke, Thales-Verlag, Essen 1982 vol. 1 ISBN 3889082017;[11] 1985 vol. 2 ISBN 3889082025; 1985 vol. 3 ISBN 3889082033

## エポニム
ブラシュケの名を冠する数学の概念を挙げる。
- ブラシュケ積（英語版）
- ブラシュケ選択定理（英語版）
- ブラシュケ・ルベーグの定理
- ブラシュケ和（英語版）
- ブラシュケ・サンタローの不等式
- ブラシュケ–ブーゼマン測度（英語版）